# Фелицано
Фелицано (итал. Felizzano) је насеље у Италији у округу Алесандрија, региону Пијемонт.
Према процени из 2011. у насељу је живело 2276 становника. Насеље се налази на надморској висини од 113 м.

## Становништво
| 1936. | 1951. | 1961. | 1971. | 1981. | 1991. | 2001. | 2011. |
| ----- | ----- | ----- | ----- | ----- | ----- | ----- | ----- |
| 2.213 | 2.060 | 2.233 | 2.636 | 2.645 | 2.510 | 2.395 | 2.421 |